# Жоффруа де Мандевіль, 1-й граф Ессекський
Жоффруа́ де Мандеві́ль (фр. Geoffrey de Mandeville; пом. у 1144 р.) — один з найвпливовіших англійських аристократів другої чверті XII століття, активний учасник громадянської війни в Англії 1135—1154 років, 1-й граф Ессекський. Завдяки своїй частій зміні політичних таборів під час громадянської війни, нехтуванню королівської влади та масовим беззаконням і розбоям, що були здійснені Жоффруа де Мандевілем, він довгий час уважався «типовим представником англійської аристократії часів феодальної анархії».

## Біографія

### Початок кар'єри
Жоффруа був сином Вільгельма де Мандевіля (пом. між 1105 і 1116 рр.), констебля Тауеру, та, імовірно, Маргарити, дочки Едо Дапіфера (Сенешаля). Його дід, якого також звали Жоффруа де Мандевіль, був близьким соратником Вільгельма Завойовника і учасником нормандського завоювання Англії, за що отримав великі земельні володіння Ессексі та десяти інших графствах, а також посади шерифа Лондона і Медлсексу та констебля замку Тауер. Однак, на початку XII століття землі та посади Мандевілів були конфісковані королем Генріхом I, імовірно внаслідок співучасті Вільгельма де Мандевіля в утечі Ранульфа Фламбарда з Тауеру.
Головним завданням Жоффруа в 1130-ті  стало повернення володінь своєї родини. Цьому допомагала династична криза в Англії: право Стефана Блуаського на англійську корону було заперечено імператрицею Матильдою, дочкою Генріха І, яку підтримала значна частина англонормандської знаті. Спочатку Жоффруа виступив на стороні короля Стефана. За його підтримку у 1140 році король повернув Мандевілю володіння його батька в Ессексі і надав йому титул графа Ессекського. 1141 року Жоффруа отримав призначення констеблем Тауеру — дуже важливої фортеці, що забезпечувала контроль над Лондоном, найбільшим містом та фактичною столицею країни.

### Зміни політичних таборів
Але у лютому 1141 р. війська короля Стефана були розбиті у битві при Лінкольні, а сам король попав у полон. Це примусило Жоффруа перейти на сторону імператриці Матильди. Імператриця була дуже зацікавлена у Мандевілі, оскільки саме він, як констебль Тауеру, міг забезпечити владу над Лондоном. За допомогу Жоффруа Матильда звільнила його від боргів батька короні та передала йому землі Едо Дапіфера в Ессексі та ряді інших англійських графств. Імператриця увійшла до Лондона, та скоро там піднялось повстання міщан, яке вимусило Матильду втекти з міста. Мабуть, це повстання було пов'язане з боротьбою лондонців за права самоврядування, надані королем Генріхом І на початку 1130-х рр., які опинились під загрозою в умовах розширення впливу Жоффруа де Мандевіля на економічну столицю. У той же час переговори із Жоффруа почали представники королівської партії: дружина Стефана Матильда Булонська заклала свої кембриджширські землі, а частину отриманих коштів передала Мандевілю за перехід на сторону короля. Це заставило Жоффруа знову принести клятву вірності Стефану Блуаському. Скоро війська імператриці Матильди були розбиті у битві при Вінчестері, а король був звільнений. Переміна політичного табору принесла Жоффруа нові вигоди: крім грошей, він домігся свого призначення шерифом та головним суддею Ессексу, Гертфордширу та Мідлсексу, причому остання посада передавала до його рук адміністративну та судову владу над Лондоном, ліквідуючи тим самим залишки місцевого самоврядування.
Та вже у 1142 р. Жоффруа відновив переговори з імператрицею Матильдою. Літом 1142 року в Оксфорді вони підписали таємну угоду про союз, в якому зокрема імператриця обіцяла не укладати миру з мешканцями Лондона без згоди Жоффруа, оскільки лондонці — «його смертельні вороги». Угода ця залишилась секретною і Жоффруа де Мандевіль продовжував уважатись союзником короля та часто бував при дворі. Але скоро про його зраду стало широко відомо. На початку 1143 року Жоффруа де Мандевіль був заарештований за наказом короля у Сент-Олбансі. Вільям Ньюбурзький пов'язував цей арешт із насильницьким утриманням Мандевілем у Тауері Констанції Французької, дружини сина короля Стефана. Однак, цей випадок мав місце ще 1140 року, і його зв'язок з арештом у 1143 є сумнівним. Жоффруа де Мандевілю було пред'явлено звинувачення у зраді та надано на вибір або шибеницю, або здачу Тауеру і замків в Ессексі. Граф вибрав останнє.

### На чолі бандитів та загибель
Втративши свої володіння Жоффруа де Мандевіль втік до Кембриджширу, де на острові Ілі влаштував притулок розбійників. Він захопив абатство Рамсі, яке перетворив в укріплену базу для набігів на оточуючі землі. Банди Мандевіля розорювали поля та села, спалювали міста та руйнували монастирі. За свідченнями сучасників, люди Жоффруа вбивали та захоплювали всіх без розрізнення статі та віку, у радіусі 30 миль навколо Рамсі не залишилось ні бика, ні плуга, врожай не збирався або він був знищений. Королівські війська марно намагались захопити бандитів: Жоффруа відводив своїх людей в глиб боліт острову Ілі та перечікував атаку. Лише випадкова стріла, що смертельно ранила Жоффруа де Мандевіля при облозі Бервілла поклала край його розбою. Він помер 16 вересня 1144 р.
Хоча Жоффруа був відлучений від церкви і, відповідно, його тіло не могло бути поховане, тамплієри привезли труп Мандевіля до Лондона та поховали його у церкві свого ордену. Його надгробок зберігся до сьогодні.
Беззаконня та жорстокість Мандевіля були безпрецедентними навіть для часу феодальної анархії. Саме тому розповідь про них увійшла до всіх тогочасних хронік, поперед усього до Хроніки Пітерборо, складеної монахами абатства Пітерборо, розташованого у безпосередній близькості від районів набігів Жоффруа де Мандевіля, у якій знаходяться знамениті слова, що у ті часи «Христос та святі спали». Пізніше на основі свідчень хроніки про достатньо обмежені територіально розбої банд Жоффруа де Мандевіля стали судити про епоху громадянської війни в Англії у цілому, а Жоффруа, завдяки присвяченій йому роботі Дж. Раунда став розглядатись як типовий англійський барон періоду феодальної анархії. На сьогодні ця точка зору вже не є загальноприйнятою: Жоффруа де Мандевіль та його розбої, судячи з усього, являли собою екстремальний випадок в історії громадянської війни в Англії і не можуть слугувати ілюстрацією звичайного життя країни цього періоду.

## Одруження та діти
Жоффруа де Мандевіль був одружений з Рогезією де Вер, дочкою Обрі де Вера, камергера королівського двору, і мав чотирьох синів:
- Арнульф (пом. 1178), захоплений у полон та відправлений у вигнання після смерті батька, можливо був незаконнонародженим сином Жоффруа;
- Жоффруа де Мандевіль (пом. 1166), 2-й граф Ессекський;
- Вільям де Мандевіль (пом. 1189), 3-й граф Ессекський;
- Роберт (пом. до 1189).

## Виноски
1. 1 2  Round J. H., Geoffrey de Mandeville: A Study of the Anarchy. Архів оригіналу за 22 червня 2014. Процитовано 21 березня 2022.
2. ↑  Текст угоди між Жоффруа та Матильдою наведений у додатку до роботи Round J. H., Geoffrey de Mandeville: A Study of the Anarchy. [Архівовано 22 червня 2014 у Wayback Machine.]
3. ↑  Вильям Ньюбургский. История Англії. Пер. на русск. яз. Д. Н. Ракова. Архів оригіналу за 10 травня 2012. Процитовано 20 серпня 2007.